# Junonia leucasia
Junonia leucasia är en fjärilsart som beskrevs av Hans Fruhstorfer 1912. Junonia leucasia ingår i släktet Junonia och familjen praktfjärilar. Inga underarter finns listade i Catalogue of Life.